# Галафі
Галафі (араб. غالافي; фр. Gâlâfi) — поселення в Джибуті, адміністративний центр однойменного району.

## Географія
Населений пункт знаходиться на північному заході області Дикіль, на кордоні з Ефіопією за 218 км від столиці.

### Клімат
Село знаходиться у зоні, котра характеризується кліматом помірних степів та напівпустель. Найтепліший місяць — липень із середньою температурою 32.8 °C (91 °F). Найхолодніший місяць — січень, із середньою температурою 24.4 °С (75.9 °F).
| Клімат Галафі           | Клімат Галафі | Клімат Галафі | Клімат Галафі | Клімат Галафі | Клімат Галафі | Клімат Галафі | Клімат Галафі | Клімат Галафі | Клімат Галафі | Клімат Галафі | Клімат Галафі | Клімат Галафі | Клімат Галафі |
| Показник                | Січ.          | Лют.          | Бер.          | Квіт.         | Трав.         | Черв.         | Лип.          | Серп.         | Вер.          | Жовт.         | Лист.         | Груд.         | Рік           |
| Середній максимум, °C   | 29,1          | 29,6          | 31,5          | 32,8          | 34,7          | 37            | 37,2          | 36,4          | 34,7          | 32,9          | 31            | 29,4          | 33            |
| Середня температура, °C | 24,4          | 25,2          | 26,8          | 28,4          | 30,1          | 32,1          | 32,8          | 32,2          | 30,6          | 28,3          | 26,1          | 24,6          | 28,5          |
| Середній мінімум, °C    | 17,4          | 19            | 20,7          | 22,3          | 23,4          | 25,1          | 25,7          | 24,9          | 23,8          | 21,5          | 19,2          | 17,5          | 21,7          |
| Норма опадів, мм        | 9.1           | 9.1           | 25            | 27.3          | 11.4          | 2.6           | 34.9          | 44.3          | 13.9          | 5.5           | 7.8           | 6.2           | 197.1         |
| Днів з опадами          | 1,3           | 1,2           | 1,2           | 1,7           | 2,4           | 2,9           | 3             | 3,8           | 3             | 1,9           | 0,6           | 1             | 24            |
| Вологість повітря, %    | 75.9          | 74.8          | 75            | 77            | 77.1          | 68.8          | 63.6          | 67.2          | 75            | 76.5          | 76.6          | 77.6          | 73.8          |
| ----------------------- | ------------- | ------------- | ------------- | ------------- | ------------- | ------------- | ------------- | ------------- | ------------- | ------------- | ------------- | ------------- | ------------- |
| Джерело: Weatherbase    |               |               |               |               |               |               |               |               |               |               |               |               |               |